# Drève des Deux Moutiers
La drève des Deux Moutiers (en néerlandais Tweekloosterdreef) est une rue bruxelloise de la commune d'Auderghem.

## Situation et accès
Longue d'environ 200 mètres, elle fait partie du Quartier du Val Duchesse et relie la chaussée de Tervueren au carrefour Sainte-Anne puis est prolongée au-delà par la drève du Prieuré, qui longe le domaine de Val Duchesse.

## Origine du nom
Son nom actuel "moutiers" vient de moustier, qui signifie couvent.

## Historique
À l'origine, cette voirie fut un sentier qui permettait de se rendre d'un prieuré (Valduchesse) à un autre (Rouge-Cloître).  Mais, elle n'a pas toujours porté le même nom; en 1843 l'Atlas des Communications Vicinales qualifiait ce sentier sous le n° 34 de Annaprocessieweg. Il était large de 1,65m. La drève (allée) longeait la propriété du bourgmestre Charles Madoux, le domaine du Château des Orchidées, qui fut détruit en 1948.
En 1908, des plans furent établis qui prévoyaient d'élargir cette voie en une drève de 15 m de large.
Après la Première Guerre mondiale, la baron Charles Dietrich, nouveau propriétaire de Val Duchesse, investit considérablement pour aménager les chemins entourant son domaine.
Le 5 octobre 1915, le chemin reçut son nom drève des Deux Moutiers et resta longtemps non bâti. Le premier permis de bâtir fut attribué le 2 avril 1951 pour le n° 23 et, ensuite, ce fut le n° 15 en 1954.